# Paternò
Paternò er en italiensk by (og kommune) i regionen Sicilien i Italien, med omkring 45.162(2023) indbyggere.  